# Raszyd
Raszyd (arab. رشيد lub راشد) – to męskie imię pochodzenia arabskiego, znaczy „prawy, sprawiedliwy”. Żeńską formą tego imienia jest Raszyda (arab. راشدة lub رشيدة).